# Rastislav Kostka
Rastislav Kostka (Bošany, 11 settembre 1972) è un ex calciatore slovacco, di ruolo difensore.

## Carriera

### Nazionale
Ha collezionato tre presenze con la propria Nazionale.